# Turnpike Bluff
Il Turnpike Bluff è un ripido promontorio roccioso  dell'Antartide, situato a 9 km a sudovest del Monte Homard, all'estremità sudoccidentale della Catena di Shackleton, nella Terra di Coats. 
Fu mappato per la prima volta nel 1957 dalla Commonwealth Trans-Antarctic Expedition (CTAE) e così denominato perché segna l'entrata a una zona piena di crepacci del Ghiacciaio Recovery, che creò notevoli difficoltà al passaggio dei veicoli della spedizione nel loro percorso dalla Base Shackleton verso il Polo Sud.